# Гелашвили, Давид Бежанович
Дави́д Бежа́нович Гелашви́ли (род. 5 июня 1946, г. Старый Самбор Дрогобычской обл.) — советский и российский учёный, эколог. Доктор биологических наук (1990), профессор (1992), заслуженный профессор Нижегородского госуниверситета им. Н. И. Лобачевского, заведующий его кафедрой экологии — организованной им же — с 1991 года. Почётный доктор. Лауреат премии Правительства РФ в области науки и техники (2010).

## Биография
Родился в семье врачей.
Окончил с отличием Горьковский государственный университет им. Н. И. Лобачевского (ныне Нижегородский госуниверситет, ННГУ) (1970), биология. После окончания аспирантуры в 1975 г. защитил диссертацию на соискание ученой степени кандидата биологических наук «Анализ физиологических механизмов действия некоторых животных ядов и их фракций на центральную нервную систему» в ГГУ им. Н. И. Лобачевского.
Докторскую дисс. (науч. к-т Ш. М. Омаров) защитил в 1989 году в Ин-те физиологии им. И. С. Бериташвили АН ГрузССР.
Организатор в 1991 г. кафедры экологии на биологическом факультете ННГУ и затем поныне её первый заведующий.
В 1993—1996 гг. научный руководитель совместной (ИЭВБ РАН, ННГУ и научно-производственной фирмы «Биоком») лаборатории токсикологии биологически активных веществ.
Является организатором и научным руководителем общеуниверситетской лаборатории теоретической и прикладной экологии ННГУ.
Председатель экологического диссовета Д 212.166.12 Института биологии и биомедицины ННГУ.
Науч. руководитель грантов РФФИ и РГНФ.
Член редколлегии «Поволжского экологического журнала».
Под его руководством подготовлен доктор наук проф. Е. Б. Романова.
Отмечен медалью «За охрану природы России».
Почетный работник высшей школы РФ (2009).
Почетный доктор Института экологии Волжского бассейна РАН (2008).
Дважды лауреат премии г. Нижнего Новгорода в области экологии (2001, 2009).
Лауреат премии Нижнего Новгорода за 2016 год в номинации «Высшая школа».
Почетный работник Нижегородского государственного университета им. Н.И. Лобачевского (2018), а также отмечен его почетным дипломом (2016).
Автор более чем 220 научных публикаций, в том числе в ведущих отечественных и зарубежных периодических изданиях, 7 монографий.

## Труды
- Гелашвили Д. Б. Анализ физиологических механизмов действия некоторых животных ядов и их фракций на центральную нервную систему: автореф. дис. ⁄ Д. Б. Гелашвили; Горьк. гос. ун-т им. Н. И. Лобачевского. — Горький: Изд-во ГГУ, 1975. — 19 с.
- Орлов Б. Н. Ядовитые животные и растения СССР ⁄ Б. Н. Орлов, Д. Б. Гелашвили, М. А. Кузнецова. — Горький: Изд-во ГГУ, 1981. — 92 с.
- Орлов Б. Н. Зоотоксикология: (Ядовитые животные и их яды) ⁄ Б. Н. Орлов, Д. Б. Гелашвили. — Москва: Высшая школа, 1985. — 280 с.
- Орлов Б. Н. Ядовитые беспозвоночные и их яды: учеб. пособие ⁄ Б. Н. Орлов, Д. Б. Гелашвили, А. К. Ибрагимов. — Москва: Высшая школа, 1990. — 272 с.
- Розенберг Г. С. Экология: элементы теоретических конструкций современной экологии: учеб. пособие ⁄ Г. С. Розенберг, Д. П. Мозговой, Д. Б. Гелашвили. — Самара: Самарский научный центр РАН, 1999. — 396 с.
- Гелашвили Д. Б. Экологическое состояние водных объектов Нижнего Новгорода ⁄ Д. Б. Гелашвили, В. И. Колтунин. — Нижний Новгород: Изд-во ННГУ, 2005. — 416 с.
- Областные олимпиады для школьников по экологии: нижегородский опыт, 1996—2006 гг.: учеб. пособие ⁄ Д. Б. Гелашвили и др. — Нижний Новгород: Изд-во ННГУ, 2007. — 159 с.
- Гелашвили Д. Б. Экология Нижнего Новгорода: [монография] ⁄ Д. Б. Гелашвили, Е. В. Копосов, Л. А. Лаптев. — Нижний Новгород: Изд-во ННГАСУ, 2008. — 530 с. [Монография]
- Романова Е. Б., Гелашвили Д. Б. Иммунотропная активность зоотоксинов. Учебное пособие. Нижний Новгород: Изд-во ННГУ, 2011. 224 с.
- Гелашвили Д. Б. Избранные труды по теоретической и прикладной экологии ⁄ Д. Б. Гелашвили. — Нижний Новгород: Изд-во ННГУ, 2011. — 392 с.
- Гелашвили Д. Б., Иудин Д. И., Розенберг Г. С., Якимов В. Н., Солнцев Л. А. Фракталы и мультифракталы в биоэкологии: Монография. Н. Новгород: Изд-во ННГУ, 2013. 370 с.
- Гелашвили Д. Б., Романова Е. Б., Макеев И. С. Общая экология (вопросы, ответы, тесты): Учебное пособие. Н. Новгород: ННГУ им. Н. И. Лобачевского, 2013. 303 с.
- Гелашвили Д. Б., Крылов В. Н., Романова Е. Б. Зоотоксинология: биоэкологические и биомедицинские аспекты. Н. Новгород: Изд-во ННГУ, 2015. 770 с.
- Гелашвили Д. Б., Безель В. С., Романова Е. Б., Безруков М. Е., Силкин А. А., Нижегородцев А. А. Принципы и методы экологической токсикологии. Н. Новгород: Изд-во ННГУ, 2016. 702 с.